# Julius Meinl

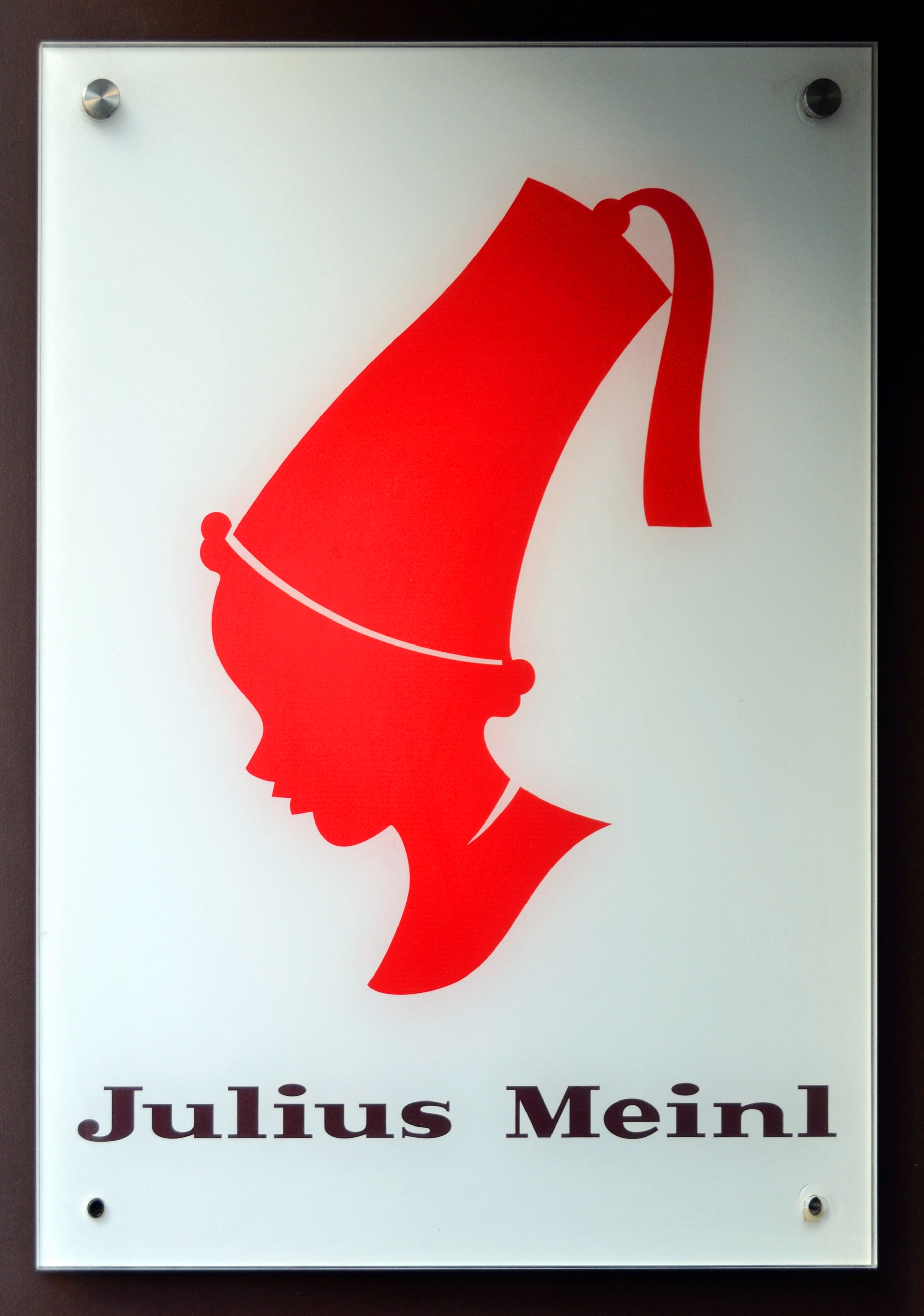

Julius Meinl este o companie deținută de familia Meinl din Austria.
Familia Meinl și-a clădit averea estimată la 2 miliarde euro din comerțul cu cafea încă din vremea Imperiului Habsburgic, pentru ca din 1980 să își deschidă propria bancă - Meinl Bank, care a fost punctul de plecare pentru un întreg grup financiar din care face parte și divizia de investiții.
Reputația familiei Meinl a avut de suferit în anul 2009 când moștenitorul Julius Meinl al cincilea a fost acuzat și închis pentru o fraudă de 100 milioane euro.
Grupul deține fabrica de ciocolată Kandia de la Timișoara, pe care a cumpărat-o în anul 2003, a vândut-o în 2007 și a achiziționat-o din nou în iulie 2010.